# Palácio Baréty
O Palais Baréty é um edifício histórico em Nice, Alpes-Maritimes, na França. Foi construído em 1897 para Alexandre Baréty, um médico. Foi projectado pelo arquitecto Lucien Barbet. Está listado como monumento nacional oficial desde 16 de junho de 1996.